# Rheinmetall Caracal
De Caracal is een Duits militair terreinvoertuig, ontwikkeld door Rheinmetall in samenwerking met Mercedes-Benz en ACS Armoured Car Systems.
Het voertuig werd in 2023 door de Duitse landmacht en de Koninklijke Landmacht geselecteerd als onderdeel van een gezamenlijk vervangingsprogramma voor luchtmobiele gevechtsvoertuigen. Het voertuig wordt sinds begin 2024 onderworpen aan een testtraject en zal naar verwachting in 2025 in dienst worden genomen bij de Division Schnelle Kräfte en 11 Luchtmobiele Brigade.

## Beschrijving
De Caracal is gebaseerd op het W 464-platform van de Mercedes-Benz G-Klasse. Dit is een zogenaamde gemilitariseerde versie op de basis van de originele G 461 met starre assen die wordt geproduceerd in Graz (Oostenrijk). Het W 464-platform is sinds augustus 2023 in productie. De modulaire opbouw van de Caracal wordt geleverd door de firma ACS Armoured Car Systems. Rheinmetall fungeert als hoofdaannemer en levert de voertuigen na de eindmontage in de gewenste varianten. Daarnaast ontwikkelt en levert Rheinmetall ook de modulaire bepantsering, en biedt het logistieke ondersteuning gedurende de levensduur van de voertuigen. De assemblage van de voertuigen vindt plaats in Nederland, bij Rheinmetall Nederland in Ede en VDL Groep in Eindhoven.

### Bewapening en bepantsering
De Caracal is uitgerust met twee affuiten: een raamaffuit voor de voertuigcommandant en een ringaffuit in het midden van het voertuig. De raamaffuit kan worden uitgerust met een MG3, MG4 of MG5 in Duitse dienst, of een FN Minimi of FN MAG in Nederlandse dienst. De ringaffuit kan worden uitgerust met een MG6, .50 M2 Browning of GMG automatische granaatwerper. Ook kan de Caracal worden uitgerust met een lanceerinrichting voor de Spike LR2-antitankraket. De Caracal is ook tentoongesteld met een viervoudige lanceerinrichting voor HERO-120 loitering-munitie. Ter bescherming kan het voertuig worden uitgerust met rookbuslanceerinrichting van Rheinmetall, het zogenaamde Rapid Obscuring System (ROSY).
Op het gebied van bepantsering biedt Rheinmetall optionele modulaire ballistische en mijnbeschermingspakketten. Wanneer het pantserpakket is gemonteerd, voldoet het beschermingsniveau van de Caracal aan de STANAG 4569-norm op Level 1, inclusief de zogeheten Fragment Simulating Projectiles (FSP)-test.

### Luchttransport
Er kunnen maximaal twee voertuigen (met korte wielbasis) intern worden vervoerd in de CH-47F Chinook en CH-53K King Stallion helikopters, of één voertuig underslung. Bovendien is de Caracal transporteerbaar in Boeing C-17 Globemaster, Lockheed Martin C-130, Embraer KC-390 en Airbus A400M transportvliegtuigen.

## Achtergrond

### Nederlands vervangingsproject
Binnen het deelproject Voertuig 12kN Air Assault gunde het ministerie van Defensie in oktober 2018, als onderdeel van het grote materieelvervangingsproject Defensiebrede Vervanging Operationele Wielvoertuigen, een contract aan Mercedes-Benz voor de levering van 515 voertuigen. Drie jaar later besloot  Defensie het contract te ontbinden, omdat de leverancier niet kon voldoen aan de beschermingseisen met betrekking tot artilleriedreiging in combinatie met de vereiste laadcapaciteit.
Vanwege de operationele urgentie, de veroudering van het luchtmobiele wagenpark en de integratie van 11 Luchtmobiele Brigade in de Duitse Division Schnelle Kräfte werd in juni 2022 een zogeheten Memorandum of Understanding (MoU) met Duitsland ondertekend voor de gezamenlijke aanschaf van een airborne vehicle met een laadvermogen van 12 kN. De eisen voor het voertuig werden met Duitsland afgestemd om een identiek, interoperabel en uitwisselbaar voertuig te verkrijgen. Met dit doel voor ogen is een nieuw en gezamenlijk programma van eisen opgesteld voor het binationale project, met de nadruk op luchtmobiele operaties in het hogere geweldsspectrum en in de context van de eerste hoofdtaak.

### Aanschaf
In het vervangingsprogramma concurreerde de Caracal met de VECTOR-voertuigfamilie. Speciaal voor dit programma werkte Defenture samen met Krauss-Maffei Wegmann. Beide bedrijven deden een aanbod dat aan de operationele en technische eisen voldeed. Uiteindelijk kwam de Caracal op basis van de operationele en technische vereisten en een substantieel prijsverschil als winnaar uit de bus, zo stelt Defensie.
De Duitse krijgsmacht en de  Nederlandse krijgsmacht hebben in een raamovereenkomst met Rheinmetall de belangrijkste punten vastgelegd: de Duitse krijgsmacht wil in totaal maximaal 2.054 voertuigen aanschaffen en de Nederlandse krijgsmacht maximaal 1.004 voertuigen. De raamovereenkomst heeft een totale brutowaarde van maximaal € 1,9 miljard waarbij het Duitse deel wordt gefinancierd uit het speciale Zeitenwende-fonds.
De voertuigen worden in verschillende varianten ingezet voor troepenvervoer, logistieke en medische taken. In Duitsland zal de Caracal de Wolf en de Mungo vervangen. Nederland zal de Caracal inzetten bij 11 Luchtmobiele Brigade, alwaar deze onder meer het Luchtmobiel Speciaal Voertuig, de Mercedes-Benz G280 CDI,  en een deel van de DAF YA 4440/4442-vrachtwagens zal vervangen. De levering van de eerste testmodellen vond plaats in het eerste kwartaal van 2024, de serielevering gaat naar verwachting begin 2025 van start.
Als eerste stap werden 1.508 voertuigen besteld (1.004 voor Duitsland en 504 voor Nederland) uit het raamcontract ter waarde van circa € 870 miljoen. Volgens Rheinmetall zal de eindassemblage van de voertuigen volledig in Nederland plaatsvinden, bij VDL Groep en Rheinmetall Nederland.
In november 2023 werd aangekondigd dat Oekraïne vijf voertuigen zou ontvangen als onderdeel van een Duits hulppakket. In februari 2024 werd een verdere levering van 20 extra voertuigen aangekondigd.

## Gebruikers
De volgende lijst met militaire gebruikers bevat de landen waar de Rheinmetall Caracal in actieve militaire dienst is of zal zijn;
 Duitsland (1.004 in bestelling)
1.004 Caracal-voertuigen in bestelling voor gebruik bij de Division Schnelle Kräfte van de Duitse landmacht. Eerste leveringen verwacht vanaf begin 2025.
 Nederland (504 in bestelling)
504 Caracal-voertuigen in bestelling voor gebruik bij 11 Luchtmobiele Brigade van de Koninklijke Landmacht. Eerste leveringen verwacht vanaf begin 2025.
 Oekraïne (25 in bestelling)
25 Caracal-voertuigen in bestelling voor gebruik bij de Oekraïense krijgsmacht.